# Polytrichadelphus grossidens
Polytrichadelphus grossidens är en bladmossart som beskrevs av C. Müller och Nathaniel Lord Britton 1896. Polytrichadelphus grossidens ingår i släktet Polytrichadelphus och familjen Polytrichaceae. Inga underarter finns listade i Catalogue of Life.